# شب آرام
شب آرام ویژه برنامهٔ شب یلدای شبکه سه در سال‌های ۱۳۹۷ و ۱۳۹۸ بود که با اجرا و تهیه‌کنندگی رضا رشیدپور روی آنتن رفت. این برنامه در ۲ شب از حدود ساعت ۱۹ تا پاسی از شب پخش می‌شد. فصل اول این برنامه در ۲۹ آذر ۱۳۹۷ آغاز و در ۳۰ آذر ۱۳۹۷ پایان یافت. فصل دوم این برنامه در ۲۹ آذر ۱۳۹۸ آغاز و در ۳۰ آذر ۱۳۹۸ پایان یافت.

## دربارهٔ برنامه
ویژه برنامه شب یلدای شبکه سه سیما با عنوان «شب آرام» با مخاطبانش همراه می‌شود. صله رحم، تکریم بزرگان و پرداختن به سُنن شب یلدا از بخش‌های این ویژه برنامه به‌شمار می‌آیند.

## مهمانان

### فصل اول (۱۳۹۷)
| قسمت | نام مهمان     | حرفه    | تصویر |
| ---- | ------------- | ------- | ----- |
| اول  | لیندا کیانی   | بازیگر  |       |
| اول  | مجید کاکوش    | کمان‌گیر |       |
| اول  | علی نصیریان   | بازیگر  |       |
| دوم  | مائده طهماسبی | بازیگر  |       |
| دوم  | فرهاد آئیش    | بازیگر  |       |
| دوم  | شقایق دهقان   | بازیگر  |       |
| دوم  | رضا یزدانی    | خواننده |       |
| دوم  | رضا شفیعی‌جم   | بازیگر  |       |

### فصل دوم (۱۳۹۸)
| قسمت | نام مهمان        | حرفه           | تصویر |
| ---- | ---------------- | -------------- | ----- |
| اول  | آتیلا پسیانی     | بازیگر         |       |
| اول  | رضا یزدانی       | خواننده        |       |
| اول  | شقایق دهقان      | بازیگر         |       |
| اول  | آرون افشار       | خواننده        |       |
| اول  | سالار عقیلی      | خواننده        |       |
| اول  | حجت اشرف‌زاده     | خواننده        |       |
| اول  | گلاره عباسی      | بازیگر         |       |
| اول  | امیر سلیمانی     | بازیگر         |       |
| اول  | محمدرضا احمدی    | گزارشگر فوتبال |       |
| اول  | نرگس محمدی       | بازیگر         |       |
| اول  | علی اوجی         | بازیگر         |       |
| دوم  | میلاد کی‌مرام     | بازیگر         |       |
| دوم  | خانواده امیری    | کارآفرین       |       |
| دوم  | فرزاد فرخ        | خواننده        |       |
| دوم  | زهرا نعمتی       | کمان‌گیر        |       |
| دوم  | سینا شعبانخانی   | خواننده        |       |
| دوم  | مهوش وقاری       | بازیگر         |       |
| دوم  | محسن قاضی‌مرادی   | بازیگر         |       |
| دوم  | صدیقه کیانفر     | بازیگر         |       |
| دوم  | گیتی معینی       | بازیگر         |       |
| دوم  | احترام برومند    | بازیگر         |       |
| دوم  | رضا فیاضی        | کارگردان       |       |
| دوم  | بهنوش بختیاری    | بازیگر         |       |
| دوم  | محمدرضا شریفی‌نیا | بازیگر         |       |